# 김현지 (공무원)
김현지(영어: Hyeonji Kim)는 대한민국의 시민운동가이자 정치참모로, 이재명 대통령의 최측근 인물 가운데 한 사람이다. 1998년 성남지역 시민단체 활동을 시작으로 이재명과의 인연을 맺었으며, 이후 경기도청 비서관, 국회 의원실 수석보좌관 등을 거쳐 2025년 6월부터 대한민국 대통령실 총무비서관으로 재직 중이다. 대통령실 내 인사, 예산, 조직 운영 등 실무 전반을 총괄하는 핵심 참모로 평가되며, 언론에 모습을 드러내지 않는 ‘그림자 실세’, ‘문고리 측근’ 등으로 불린다.

## 생애
김현지는 1998년 성남시민모임 사무국장으로 활동을 시작하며 시민운동계에 입문하였다. 해당 단체는 당시 이재명이 설립에 관여한 성남지역의 풀뿌리 시민단체로, 이후 성남참여자치연대로 명칭을 변경하였다. 그는 성남시의 비행안전구역 내 도로 공사와 관련하여 180억 원의 예산 낭비를 지적하며 주민소송을 제기하였고, 이 사건은 대한민국 최초의 주민소송 사례로 기록되었다. 이후에도 성남의제21 사무국장으로 활동하며 지역 보건·복지 및 환경 이슈에 개입하였고, 시민운동을 통한 정책 감시와 비판을 지속했다.
2010년 이재명이 성남시장에 당선된 이후, 인수위원회 격인 ‘시민행복위원회’의 간사로 참여하였으나, 이후에도 민관협력기구인 성남의제21을 중심으로 비선출직에서의 활동을 이어갔다. 이 시기에는 결혼과 출산 등으로 활동에 간헐적인 공백이 있었던 것으로 알려져 있다.
정치권에 본격적으로 관여하게 된 계기는 2018년 이재명이 경기도지사에 당선되면서였다. 김현지는 도지사 비서실에 합류하여 정진상과 함께 정무업무를 맡았으며, 이 시기부터 내부 인사 및 정무 판단 관련 업무 전반에 관여하기 시작한 것으로 알려졌다. 2021년 이재명이 대통령 선거 출마를 공식화하자 그의 캠프에 합류하였고, 2022년 대선 패배 이후에는 인천 계양을 국회의원 보궐선거에서 당선된 이재명의 수석보좌관으로 활동하였다. 이후 ‘그림자 참모’, ‘문고리 권력’ 등의 표현으로 언론에 간헐적으로 언급되기 시작하였다.
김현지는 2022년부터 대장동 개발, 김문기 관련 발언, 백현동 공약 논란 등으로 인해 이재명이 사법 리스크에 직면하자, 관련 상황을 직접 실시간 보고하며 대응을 주도하였다. 해당 시기 국회 본회의 중 이재명에게 ‘전쟁입니다’라는 텔레그램 메시지를 보낸 주체로도 보도되었으며, 당시 이재명 휴대전화에 표시된 직함은 여전히 ‘김현지국장’이었다.
2022년 말 김용 전 민주연구원장과 정진상 전 민주당 정무조정실장이 연이어 구속되자, 김현지는 조직, 인사, 총무 업무를 혼자서 분담하게 되었다. 이후에도 대통령실의 행정관 인선 및 내부 조직 운영에 깊숙이 관여한 것으로 평가된다. 대통령 측근 의원들도 대통령에게 추천서를 제출할 때 김현지를 통해 전달하는 경우가 다수였다고 보도되었다.
2025년 6월 대통령실 총무비서관으로 공식 임명되었으며, 대통령실의 인사, 예산, 청사 운영 등 실무 기능 전반을 담당하고 있다. 관련 직책은 실질적으로 대통령실 운영 전반의 조정권을 가지는 보직으로, 정무보좌 외에 기획·조정 기능을 수행한다.
정당에 소속된 경력은 없으며, 공개적인 정치적 견해나 입장을 드러낸 적도 없다. 언론 인터뷰나 외부 행사에 모습을 드러낸 적도 드물며, 자신을 ‘고등학생 자녀를 둔 평범한 엄마’라고 표현한 사례가 있다. 자신에 대해 허위 사실을 유포한 다수의 온라인 이용자를 명예훼손 및 정보통신망법 위반 혐의로 고발한 사실도 있으며, 이후 사생활 보호를 이유로 언론 및 외부 접촉을 최소화하고 있다.
2024~2025년 제22대 총선을 앞두고 더불어민주당 공천 심사 과정에도 관여하였으며, 공천 관련 회의에서 이재명 대통령의 측근 인사에 대해서도 부정적인 발언을 서슴지 않았다는 보도가 있다. 내부 회의에서 “논란이 있었던 인물”이라는 표현으로 후보자를 평가했으며, 이재명의 결정을 재촉하거나 조언하는 역할을 맡기도 했다.
정치권과 언론에서는 김현지를 이재명의 최측근 중 한 명으로 분류하며, 공식 직책 외에도 대통령의 정치적 의사결정 및 인사 전략에 일정한 영향력을 행사하고 있는 것으로 해석한다. 대통령실 내부에서는 “모든 업무는 그를 통해야 한다”는 인식이 있다는 보도가 반복적으로 등장하고 있으며, 그녀의 영향력은 단순한 실무 보좌를 넘는 것으로 평가되기도 한다.